# Ambulanz Mobile
Die Ambulanz Mobile GmbH & Co. KG ist ein deutscher Aufbauhersteller für Ambulanz- und Sonderfahrzeuge mit Sitz in Schönebeck (Elbe). Das im Jahr 1991 auf dem Gelände des ehemaligen Traktorenwerks in Schönebeck (Elbe) gegründete Unternehmen kennzeichnet sich durch seine Fertigung mittels eines 6-Takt-Systems in Produktionslinien aus. Jährlich werden über 1500 Fahrzeuge durch die Ambulanz Mobile GmbH & Co. KG ausgebaut und an ihre Kunden aus mehr als 35 Ländern übergeben. Neben dem Ausbau der Fahrzeuge mit GFK-Dächern und integrierten Blaulichthauben sowie ABS-Interieurteilen entwickelt das Unternehmen auch selber Baugruppen, wie zum Beispiel Tragenlagerungen und Kopfstützen für Rollstuhlfahrer sowie ausziehbare und klappbare Rampen für Tragestühle.
Das Projekt „Wünschewagen“ des Arbeiter-Samariter-Bundes wird durch Ambulanz Mobile mit dem Ausbau von speziellen Krankentransportwagen unterstützt. Des Weiteren ist das Unternehmen auch auf der jährlichen RETT Mobil mit einem eigenen Stand vertreten.

## Geschichte
Die Fertigstellung des ersten Fahrzeugs, ein KMP (Kraftfahrzeug zur Beförderung mobilitätseingeschränkter Personen, ehemals BTW), erfolgte im Jahr 1992. Ein Jahr später konnte der erste westdeutsche Kunde, die Johanniter aus Kiel, gewonnen werden. Erstmals wurde auch ein Jahresumsatz von 1 Million EUR erzielt. Der Startschuss für die Produktion von Notarzteinsatzfahrzeugen (NEF) und Krankentransportwagen (KTW) fiel 1995. Im Jahr 2002 wird die von Grund auf selbst geplante Produktionshalle „Elbe“ gebaut. Auf der RETT Mobil wurde 2006 einer der zu seiner Zeit modernsten Rettungswagen der Öffentlichkeit vorgestellt: der erste DELFIS feierte seine Premiere. Im darauf folgenden Jahr wird die Produktionshalle „Salzland“ fertig gestellt. Außerdem gewinnt die Ambulanz Mobile GmbH den „großen Preis des Mittelstandes“. Der erste Rettungswagen mit Kofferaufbau in der Formsprache der Ambulanz Mobile, der TIGIS RTW, wird in 2009 der Öffentlichkeit vorgestellt. Am 21. Juni 2011 feierte das Unternehmen sein 20-jähriges Bestehen.
Die Ambulanz Mobile GmbH ist Premium-Partner von Volkswagen Nutzfahrzeuge sowie Van-Partner von Mercedes-Benz und Ford. Als Ausbildungsbetrieb bietet das Unternehmen 7 Ausbildungswege an und ist Partner für ein duales Studium für die Studiengänge Betriebswirtschaftslehre, Elektrotechnik und Maschinenbau.

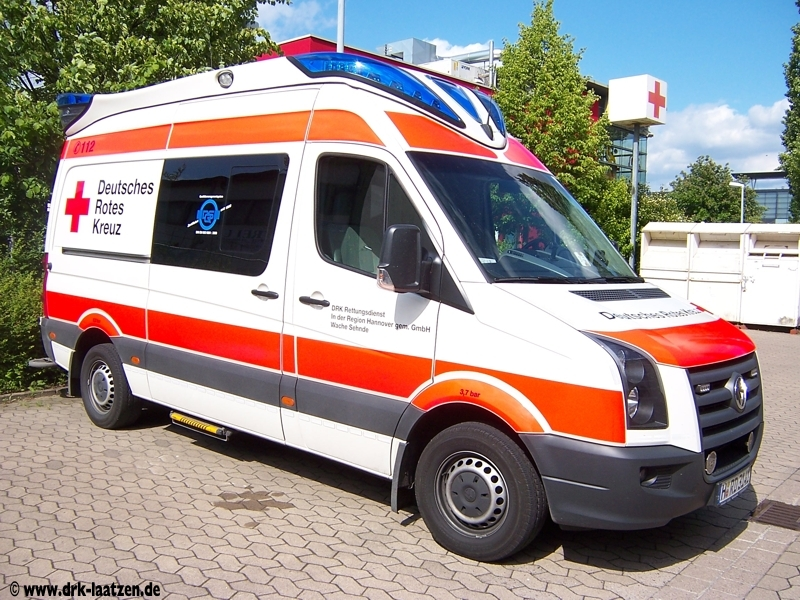
DELFIS 3 auf Basis des VW Crafter
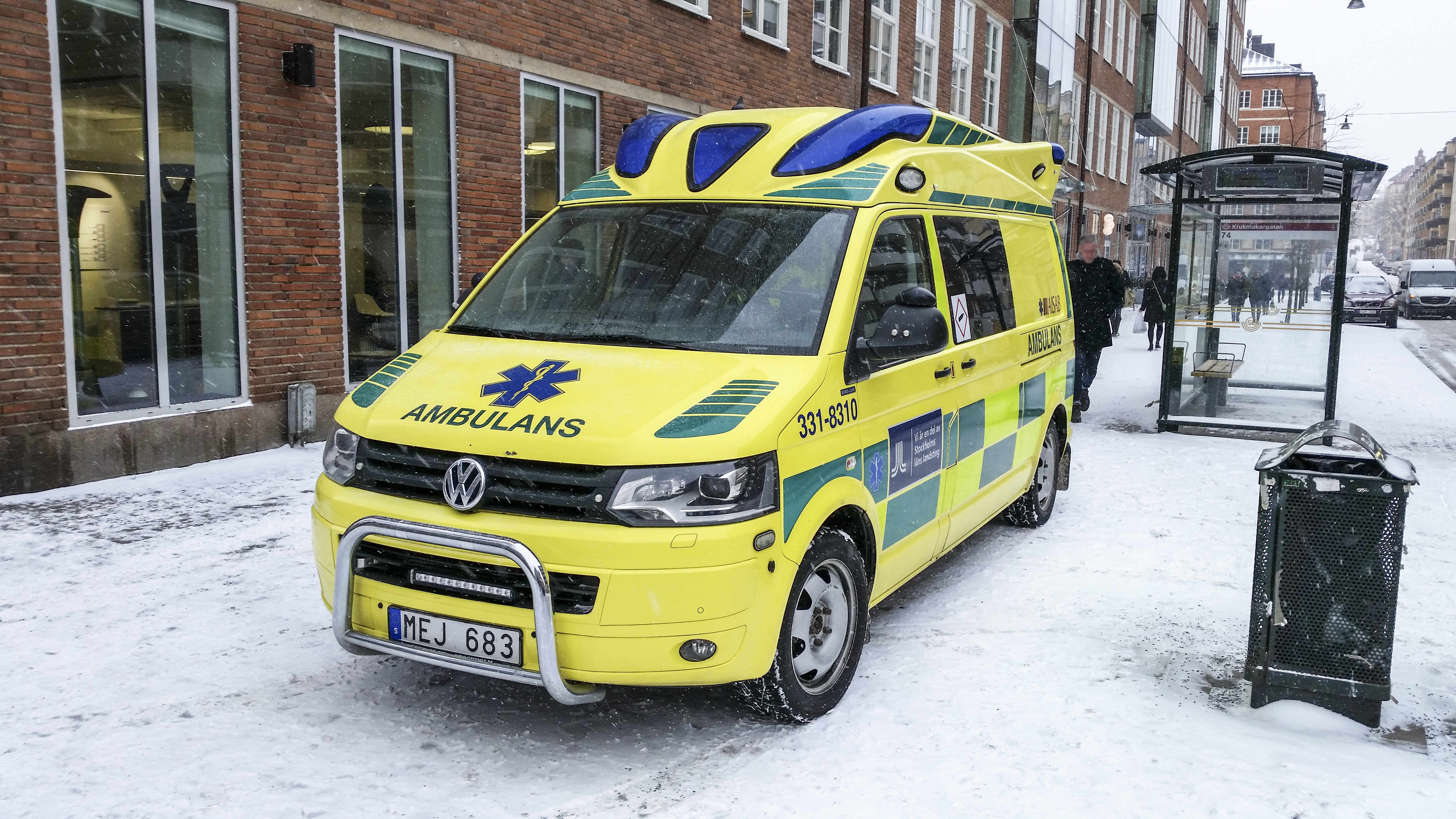
HORNIS Baltic auf Basis des VW T6
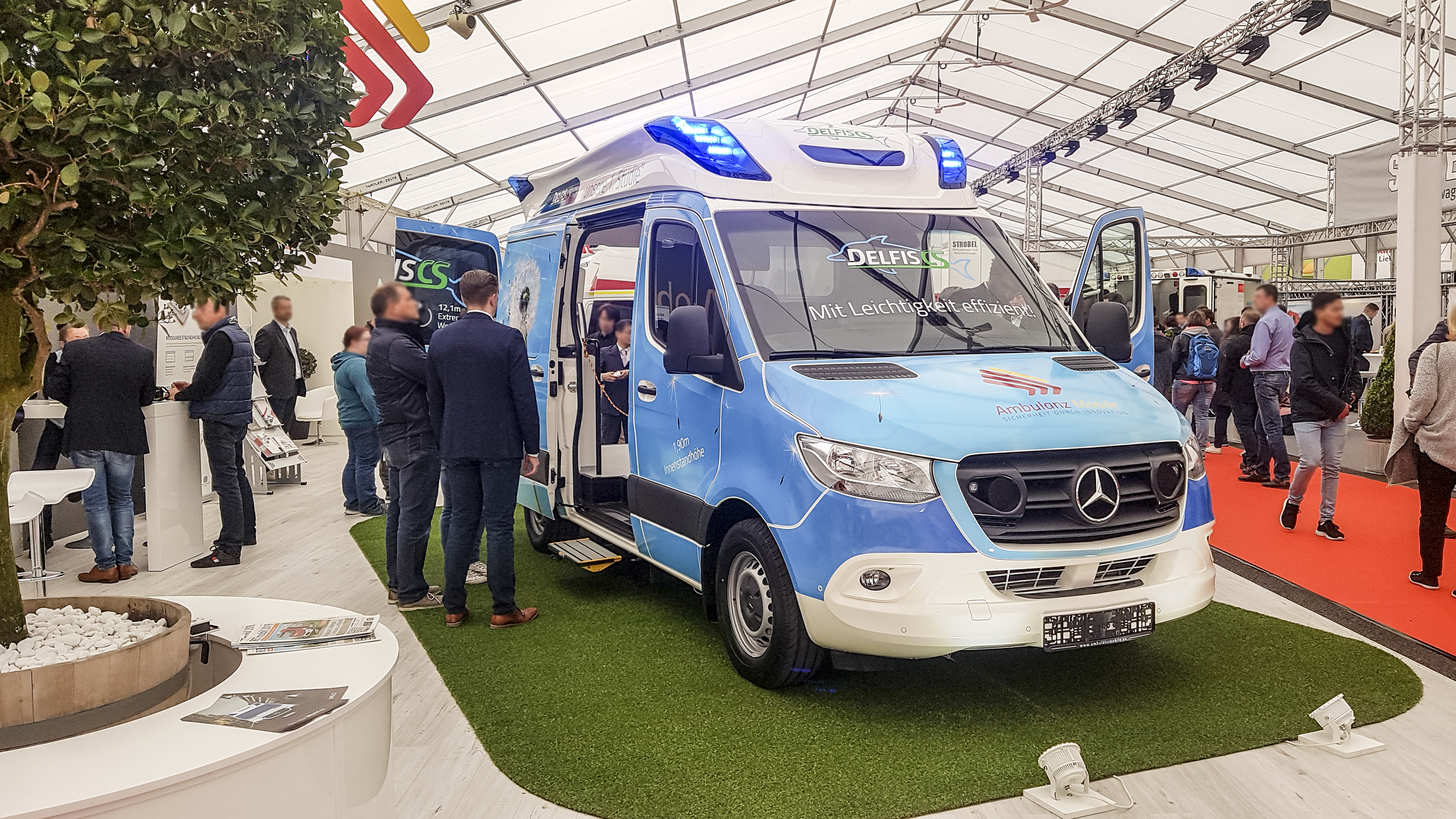
DELFIS CS auf Basis des MB Sprinter

## Produkte
Grundlegend werden die Produkte 5 Produktbereichen zugeordnet:
Rettungswagen (RTW)
- TIGIS Europa (Kofferaufbau)[5]
- TIGIS N20[6]
- DELFIS S[7]

Krankentransportwagen (KTW)
- DELFIS CS[8]
- HORNIS Spaceline[9]
- NOVARIS XL, FT, C[10]
- NOVARIS Twinline[11]
- HORNIS Twinline[11]
- Valeris V20, V21, V21 MB,

Kraftfahrzeug zur Beförderung mobilitätseingeschränkter Personen (KMP) (ehemals BTW)
- Transit L3H2[12]

Notarzteinsatzfahrzeuge (NEF)
- VALERIS Vito[13]

Sonderfahrzeuge
- SAVIOR[14]
- Wünschewagen
- Toyota Landcruiser

## Auszeichnungen
- 2007: Preis für das Unternehmen des Monats (überreicht vom Minister für Wirtschaft und Arbeit Reiner Haseloff)
- 2007: Großer Preis des Mittelstandes
- 2017: Unternehmen des Jahres 2017 des Ostdeutschen Sparkassenverbundes
- 2020: Unternehmerpreis „Vorsprung“ des Ostdeutschen Wirtschaftsforums
- 2024: Großer Preis des Mittelstandes - Auszeichnung als Premier-Finalist
- 2024: SCHULEWIRTSCHAFT-Preis 2024 für Sachsen-Anhalt  - Preisträger in der Kategorie "SCHULEWIRTSCHAFT-Unternehmen"
- Weblinks

- Website der Ambulanz Mobile